# روس لويس
روس لويس (بالإنجليزية: Ross Lewis)‏ هو مصور أمريكي، ولد في 1943 في باسيك في الولايات المتحدة.